# Path analysis
La path analysis ou analyse de chemin ou encore analyse des relations structurelles est une méthode statistique développée par Sewall Wright dans les années 1920.
Cette méthode représente les relations causales, les traitements expérimentaux et les autres interactions entre les variables dans un diagramme. 
Cette méthode est une méthode d'inférence causale.